# Vaiatu (Torma)
Vaiatu – wieś w Estonii, w prowincji Jõgeva, w gminie Torma.